# Новобарівська сільська рада
| Новобарівська сільська рада — колишній орган місцевого самоврядування у Тячівському районі Закарпатської області з адміністративним центром у с. Новобарово. Сільській раді підпорядковані населені пункти: - с. Новобарово |

## Склад ради
Рада складається з 16 депутатів та голови.

## Керівний склад сільської ради
| ПІБ                   | Основні відомості                                                 | Дата обрання | Дата звільнення |
| --------------------- | ----------------------------------------------------------------- | ------------ | --------------- |
| Келемен Юрій Іванович | Сільський голова, 1964 року народження, освіта, безпартійний      | 26.03.2006   | 31.10.2010      |
| Келемен Юрій Іванович | Сільський голова, 1964 року народження, освіта вища, безпартійний | 31.10.2010   |                 |

Примітка: таблиця складена за даними джерела